# Neunundsechzig

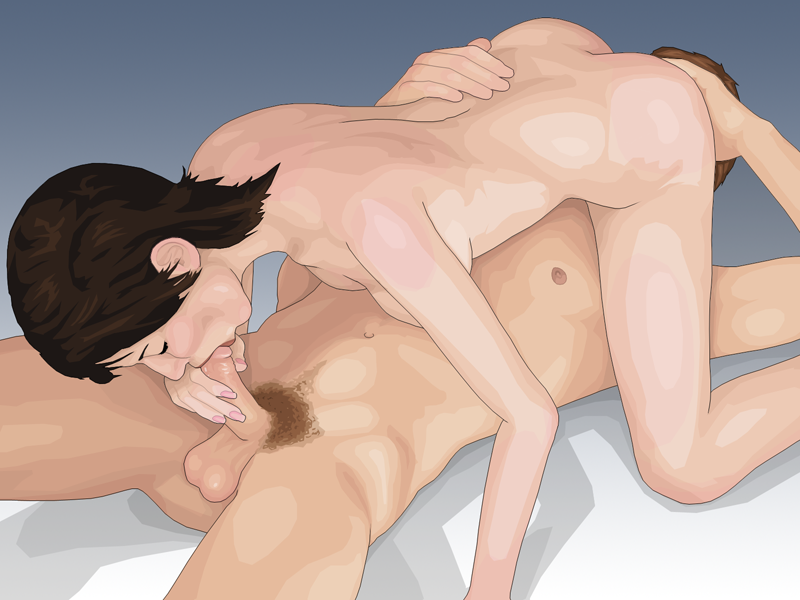
Zeichnerische Darstellung eines Mannes und einer Frau in der Neunundsechzigstellung

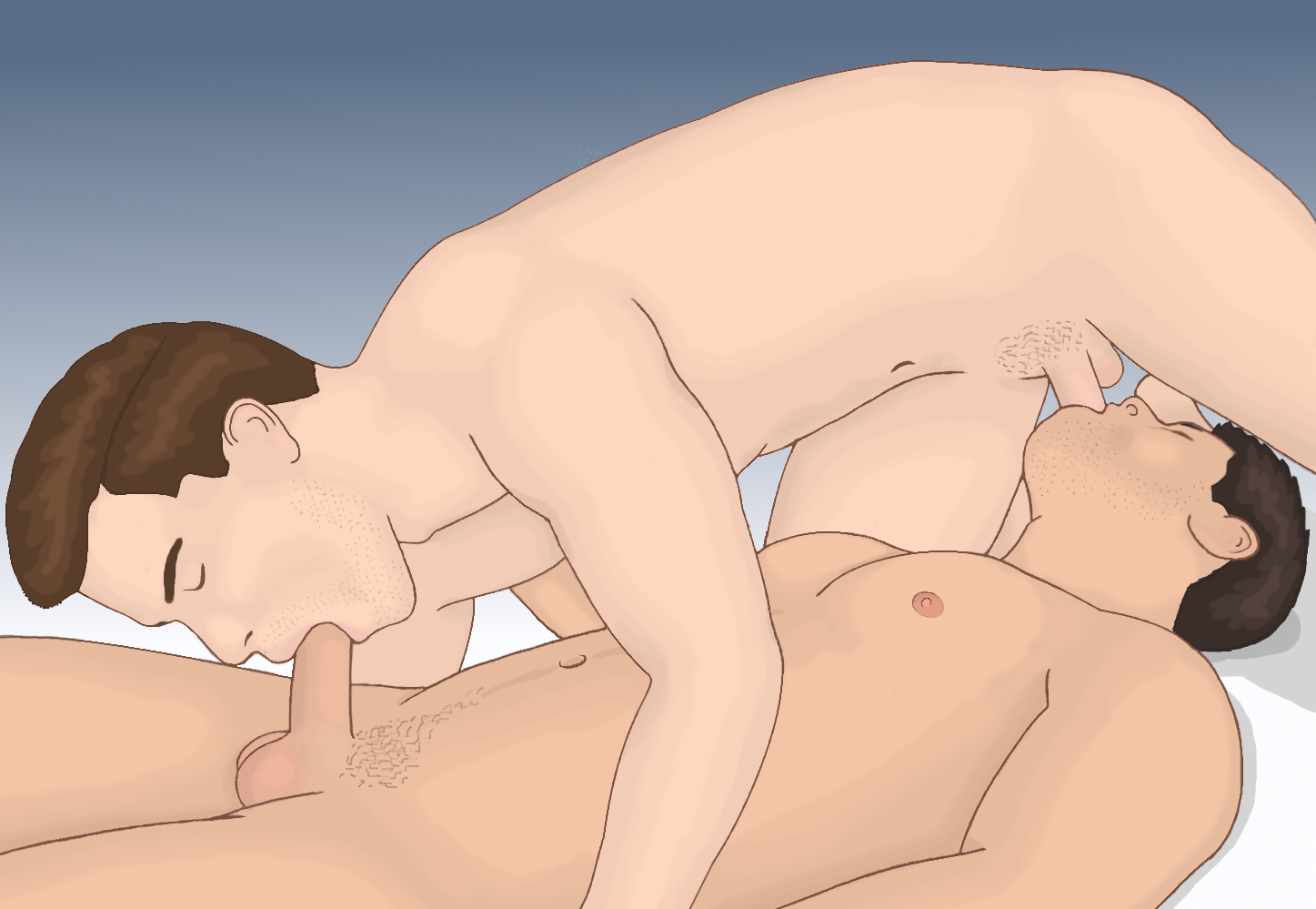
Zeichnerische Darstellung zweier Männer in der Neunundsechzigstellung

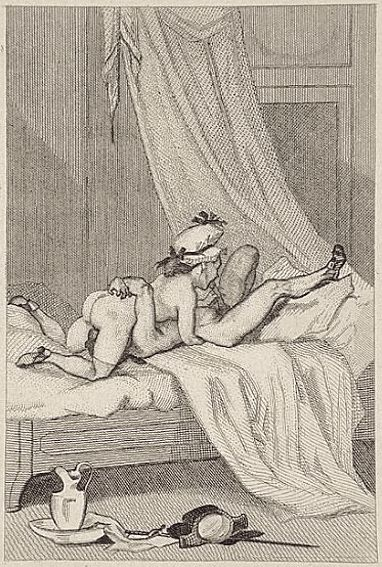
Radierung von Félicien Rops, Le Diable au Corps, 1865

Als Neunundsechzig oder 69 wird eine sexuelle Stellung bezeichnet, bei der beide Partner einander gleichzeitig oral stimulieren. Dabei liegen die Partner übereinander oder auf die Seite gedreht, so dass jeweils das Gesicht des einen Partners den Genitalien des anderen zugewandt ist. So können die äußeren Geschlechtsorgane der Frau (ihre Vulva mit Schamlippen und Klitoris) sowie der Penis und der Hodensack des Mannes gleichzeitig durch den Mund (die Lippen, die Zunge, eventuell die Zähne) des anderen oral stimuliert und liebkost werden. Diese Stellung wird vor allem beim Vorspiel angewandt, sie kann aber auch zu einem nacheinander erfolgenden oder gemeinsamen Orgasmus führen.
Die Position kann sowohl zwischen Frau und Mann als auch zwischen zwei Frauen oder zwei Männern durchgeführt werden. Die orale Stimulation der äußeren weiblichen Geschlechtsorgane wird als Cunnilingus bezeichnet, während die orale Stimulation des Penis Fellatio genannt wird.

## Etymologie
Die Etymologie des Begriffes ergibt sich aus dem Schriftbild, da die Zahl 9 wie die auf dem Kopf stehende Zahl 6 aussieht. Mit der Kombination beider Zahlen wird die entgegengesetzte Körperausrichtung der Beteiligten symbolisiert. Im englischen Sprachraum wird deshalb gelegentlich auch das Kürzel L7 (L-Seven) verwendet, auch wenn die Bezeichnung Sixty-nine dort weitaus häufiger vorkommt. Manchmal wird es als Anglizismus auch im deutschen Sprachraum verwendet, während früher die französische Bezeichnung Soixante-neuf verwendet wurde.